# Malebranche (démons)
Pour les articles homonymes, voir Malebranche (homonymie).
Les Malebranche (méchantes-griffes) est le nom donné par Dante Alighieri dans l'Enfer de la Divine Comédie à un groupe de démons.

## Description

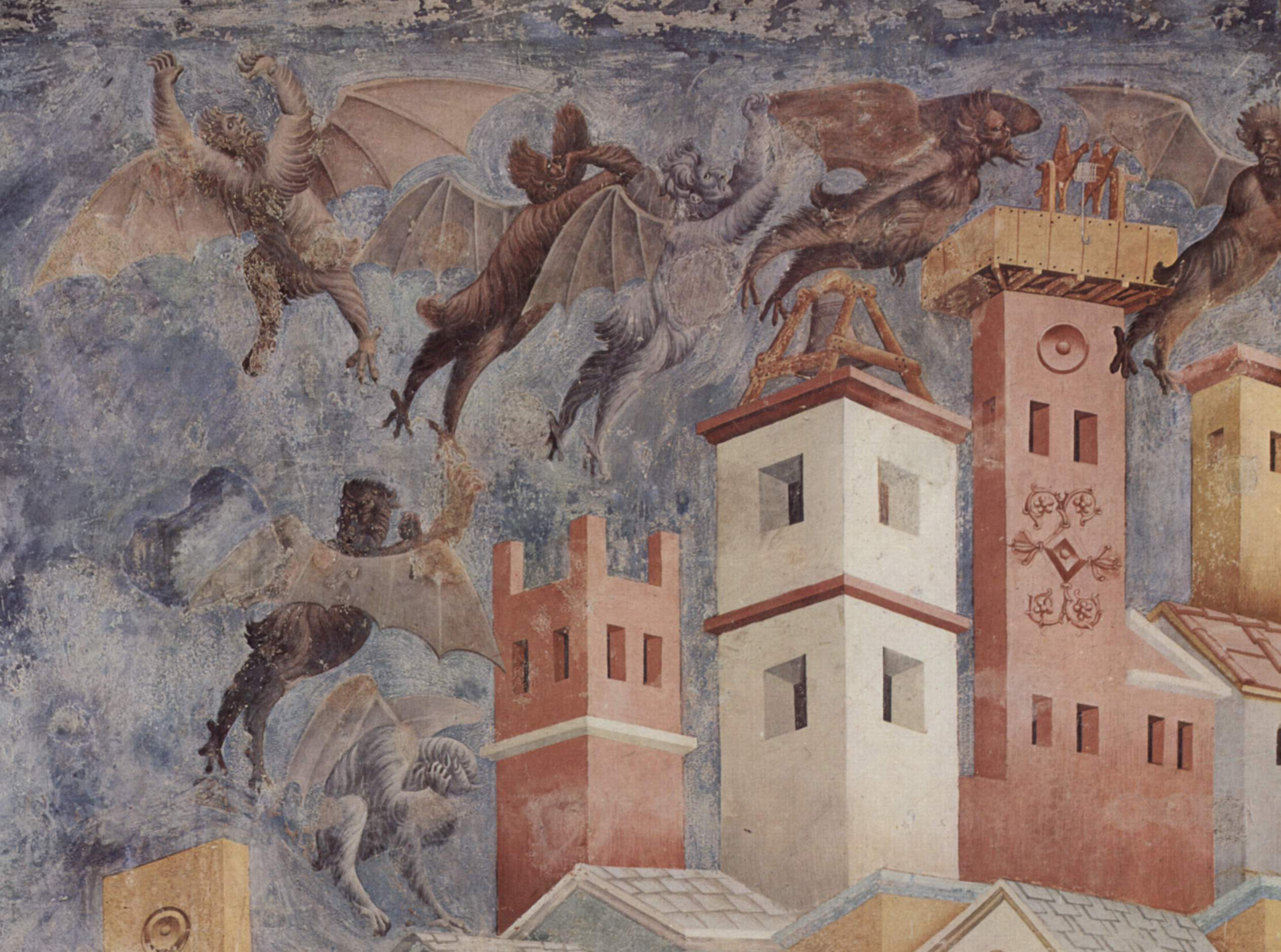
Giotto, cycle de fresques sur la vie de saint François d'Assise ; diables sur un paysage urbain (détail, 1290-1295). Basilique supérieure, Assise.

Présentes aux chants XXI, XXII et XXIII, ces figures démoniaques gardent la cinquième bolgia du Malebolge (huitième cercle de l'Enfer) où croupissent les damnés (escrocs et fraudeurs), dans une mer de poix en ébullition. Ils sont dotés de crochets avec lesquels ils griffent et écartèlent tous ceux qui osent se présenter.
Le long épisode est caractérisé par une incomparable vis comica qui le rend un des plus fameux de l'Enfer. À cette occasion Dante témoigne de la souplesse de sa poésie et de la langue italienne adaptée à traiter autant les thèmes recherchés que populaires.
Dans le passage dantesque apparaissent treize démons, un sans nom, les autres chacun avec un nom particulier :
- Malacoda (le chef de bande, Mauvaise-queue)
- Scarmiglione (Mal-peigné)
- Barbariccia (it) (Barbe-Rousse, le sergent de la troupe qui accompagne Dante et Virgile le long de la digue du bolgia).
- Alichino (it) (Aile-Basse, nom issu de la tradition médiévale de laquelle ensuite dérivera l'arlequin de la Commedia dell'arte.
- Calcabrina (it) (Foule-grive)
- Cagnazzo (it)(Face-de-chien)
- Libicocco (it) (De libico, Libyen. Les déserts de Libye passaient pour être peuplés de démons).
- Draghignazzo (it) (Laid-Dragon)
- Ciriatto (it) (Porc)
- Graffiacane (it) (Griffe-Chien)
- Farfarello (Farfadet issu, aussi, de la tradition médiévale)
- Rubicante (it) (Rougeaud)

Les diablotins aux noms pittoresques (tous au moins avec huit lettres) sont typiquement médiévaux ; ils mélangent caractères grotesques et débonnaires et sont mauvais, un peu stupides et faciles à railler. Ils n'ont rien à voir avec d'autres figures de facture classique, comme les solennels démons-gardiens des cercles (par exemple Cerbère, Minos ou le Minotaure). Chacun a au moins un petit rôle dans l'épisode ou divers rôles aux caractères évolutifs.
Dante a eu l'occasion d'assister à des spectacles de carnaval avec des hommes habillés comme des diables. À l'époque, les cycles de fresques et de peintures représentant les démons étaient très populaires, bien que l'imagination des peintres dans la représentation de ces monstres se développa surtout après la divulgation de l'Enfer.

## Les Malebranche dans d'autres domaines
- Farfarello apparaît, quelques siècles plus tard dans les Operette morali (it) de Giacomo Leopardi (Dialogo di Malambruno e di Farfarello, 1824).
- Scarmiglione, Cagnazzo, Barbariccia, Rubicante et Calcabrina sont des boss de Final Fantasy IV.
- Malebranche des Abysses Ardents est un archétype dans Yu-Gi-Oh! Jeu de cartes à jouer, à l'exception de Malacoda, ils sont tous renommés (Scarm, Barbar, Alich, Calcab, Cagna, Libic, Draghig, Cir, Graff, Farfa, Rubic).
- Quatre ennemis nommés après quelques-uns des démons de Malebranche apparaissent dans Resident Evil: Revelations : Draghignazzo, un amas de coquillages mutant faisant office de boss ; Farfarello, une variante du Hunter qui peut se rendre invisible ; Scarmiglione, un mini-boss utilisant sa griffe droite comme une épée et une partie de ses écailles comme bouclier ; et enfin Malacoda, des vers parasites géant ayant infecté une baleine et sert d'avant-dernier boss.

### Source
- (it) Cet article est partiellement ou en totalité issu de l’article de Wikipédia en italien intitulé « Malebranche » (voir la liste des auteurs).